# 拉庫達冰川
拉庫達冰川（英語：Rakuda Glacier）是南極洲的冰川，座標68°3′S 43°54′E / 68.050°S 43.900°E，位於毛德皇后地的奧拉夫王子海岸，處於拉庫達岩（Rakuda Rock）以東，根據日本探險隊的測量和拍攝的空中照片繪入地圖，現時由南極條約體系管理。